# Alessandria Unione Sportiva 1940-1941
Questa voce raccoglie le informazioni riguardanti l'Alessandria Unione Sportiva nelle competizioni ufficiali della stagione 1940-1941.

## Stagione
Nuovo campionato di centro-classifica per l'Alessandria, che confermò buona parte della squadra del campionato precedente e un allenatore, Krappan, già dimostratosi abile nel gestire giovani e nuovi innesti. Provvidenziale fu in particolare l'ingaggio del giovane interno della Cremonese Sergio Rampini, il cui buon rendimento sopperì egregiamente, quando fu chiamato in causa, alle frequenti assenze dell'acciaccato Arrigo Fibbi.
Il comportamento della squadra nel corso del torneo fu tentennante ma regolare, al punto che i grigi non si trovarono mai di fronte a momenti critici. A un girone d'andata di alti e bassi si aggiunse, all'inizio del ritorno, una crisi di risultati interni; tra il 26 gennaio e il 4 maggio la squadra mancò l'appuntamento con la vittoria tra le mura amiche. Questo le impedì di avvicinarsi in modo deciso allo spedito gruppo di testa guidato dalla corazzata Liguria e ravvivato dall'imprevista presenza di nuove, agguerrite realtà come Savona e Vicenza; l'Alessandria chiuse il suo quarto campionato di Serie B al settimo posto, a ridosso delle prime ma troppo distante da una quota promozione.

## Divise
| Prima maglia |

## Organigramma societario
Area direttiva
- Presidente: Filippo Moccagatta
- Consiglieri: T. Baratta, Stefano Bausone, P. Cacciabue, Vittorino Grignolio, G. Costa, C. Lenti, P. Mazzoleni, Luigi Melchionni, Pietro Mignone, Mario Moccagatta
- Segretario: Vittorio Rangone

Area tecnica
- Allenatore: Otto Krappan
- Massaggiatore: Giovanni Bo

## Rosa
| N. |                   | Ruolo | Calciatore        |
| -- | ----------------- | ----- | ----------------- |
|    | Italia (bandiera) | P     | Attilio Bulgheri  |
|    | Italia (bandiera) | P     | Secondo Roggero   |
|    | Italia (bandiera) | D     | Giovanni Bigando  |
|    | Italia (bandiera) | D     | Pietro Cavasonza  |
|    | Italia (bandiera) | D     | Franco Petermann  |
|    | Italia (bandiera) | D     | Piero Pietrasanta |
|    | Italia (bandiera) | D     | Luigi Vitto       |
|    | Italia (bandiera) | C     | Luigi Caligaris   |
|    | Italia (bandiera) | C     | Romolo Celant     |
|    | Italia (bandiera) | C     | Mario Foglia      |
|    | Italia (bandiera) | C     | Gino Giuberti     |
|    | Italia (bandiera) | C     | Andrea Lo Presti  |
|    | Italia (bandiera) | C     | Pasquale Parodi   |
|    | Italia (bandiera) | C     | Mario Pochettini  |

| N. |                   | Ruolo | Calciatore         |
| -- | ----------------- | ----- | ------------------ |
|    | Italia (bandiera) | C     | Francesco Torriani |
|    | Italia (bandiera) | A     | Aldo Accatino      |
|    | Italia (bandiera) | A     | Renato Bonicelli   |
|    | Italia (bandiera) | A     | Giuseppe Carassa   |
|    | Italia (bandiera) | A     | Enrico Cerutti     |
|    | Italia (bandiera) | A     | Arrigo Fibbi       |
|    | Italia (bandiera) | A     | Renato Ghezzi      |
|    | Italia (bandiera) | A     | Marco Piacentini   |
|    | Italia (bandiera) | A     | Mario Pietruzzi    |
|    | Italia (bandiera) | C     | Sergio Rampini     |
|    | Italia (bandiera) | A     | Luciano Robotti    |
|    | Italia (bandiera) | A     | Angelo Rosso       |
|    | Italia (bandiera) | A     | Aldo Zaio          |

## Risultati

### Serie B

#### Girone d'andata
| Arbitro: | Cardinali (Milano) |

|           |           |               |
| Fibbi 22’ | Marcatori | 64’ Alderotti |

| Arbitro: | Rizzo (Messina) |

|                       |           |                 |
| Rallo 1’ Morsenti 40’ | Marcatori | 29’, 49’ Ghezzi |

| Arbitro: | Matteucci (Roma) |

|                                                   |           |                    |
| Robotti 19’ Ghezzi 27’, 60’ Fibbi 40’ (rig.), 70’ | Marcatori | 46’ (rig.) Zanetti |

| Arbitro: | Zambotto (Padova) |

|                                             |           |                             |
| Banfi 30’ Sentimenti III 33’, 63’ Obuel 80’ | Marcatori | 23’ Foglia 35’ (rig.) Fibbi |

| Arbitro: | Donati (Milano) |

|                                                     |           |                              |
| Rampini 28’ Fibbi 36’ (rig.) Robotti 41’ Ghezzi 78’ | Marcatori | 51’ (rig.) Milli 65’ Belelli |

| Arbitro: | Carpani (Milano) |

|                         |           |            |
| Celoria 36’ Bollano 61’ | Marcatori | 81’ Foglia |

| Arbitro: | Codeluppi (Lodi) |

|                                                       |           |                                     |
| Marchetti 27’ (rig.), 73’ (rig.) Barbon 29’ Suppi 76’ | Marcatori | 23’ Celant 25’ Foglia 89’ Petermann |

| Arbitro: | Moretti (Genova) |

|                             |           |  |
| Rampini 21’, 43’ Ghezzi 88’ | Marcatori |  |

| Arbitro: | Siino (Palermo) |

|                  |           |                        |
| Fusco 39’ (rig.) | Marcatori | 53’ Rampini 82’ Foglia |

| Arbitro: | Limido (Milano) |

|           |           |                          |
| Fibbi 14’ | Marcatori | 25’ Bonistalli 69’ Colli |

| Arbitro: | Mantovani (Ferrara) |

|  |           |           |
|  | Marcatori | 70’ Fibbi |

| Arbitro: | Carminati (Milano) |

|            |           |                |
| Rampini 8’ | Marcatori | 45’ Bianchi II |

| Arbitro: | Neri (Vicenza) |

|           |           |               |
| Torti 74’ | Marcatori | 72’ Pietruzzi |

| Arbitro: | Limido (Milano) |

|             |           |  |
| Rampini 65’ | Marcatori |  |

| Arbitro: | Donati (Milano) |

|           |           |                        |
| Pavan 43’ | Marcatori | 65’ Foglia 84’ Rampini |

| Arbitro: | Zambotto (Padova) |

|                                         |           |  |
| Foglia 34’, 54’ Robotti 37’ Rampini 82’ | Marcatori |  |

| Arbitro: | Francini (Viareggio) |

|                                     |           |  |
| Pomponi 33’, 64’ Puccini 58’ (rig.) | Marcatori |  |

#### Girone di ritorno
| Arbitro: | Fois (Roma) |

|                                  |           |  |
| Polack 44’, 57’, 70’ Cortini 65’ | Marcatori |  |

| Arbitro: | Poggipollini (Ferrara) |

|            |           |           |
| Ghezzi 32’ | Marcatori | 39’ Costa |

| Arbitro: | Carpani (Milano) |

|                          |           |                          |
| Zanetti 26’ Righetti 51’ | Marcatori | 25’ Ghezzi 39’ Pietruzzi |

| Arbitro: | Coletti (Treviso) |

|           |           |             |
| Ghezzi 6’ | Marcatori | 80’ Spadoni |

| Arbitro: | Neri (Vicenza) |

|  |           |                                                            |
|  | Marcatori | 11’ (aut.) Baldoni 47’, 73’ Cerutti 51’ Parodi 86’ Robotti |

| Arbitro: | Conticini (Firenze) |

|            |           |                                   |
| Foglia 33’ | Marcatori | 2’ Celoria 16’ Meroni 86’ Bollano |

| Arbitro: | Limido (Milano) |

|             |           |                      |
| Cerutti 12’ | Marcatori | 89’ (rig.) Marchetti |

| Arbitro: | Carpani (Milano) |

|            |           |                 |
| Barera 21’ | Marcatori | 60’, 74’ Parodi |

| Arbitro: | Donati (Milano) |

|                                   |           |                        |
| Ghezzi 35’ Celant 54’ Cerutti 70’ | Marcatori | 27’, 57’ Vigo 55’ Pini |

| Lucca 13 aprile 1941 | Lucchese          | 0 – 0 | Alessandria | Stadio Cumunale del Littorio\| Arbitro: \| Vannini (Bologna) \| |
| Arbitro:             | Vannini (Bologna) |       |             |                                                                 |

| Arbitro: | Buratti (Milano) |

|            |           |                     |
| Cerutti 3’ | Marcatori | 15’, 60’ Del Medico |

| Arbitro: | Gamba (Napoli) |

|              |           |  |
| Bernardi 47’ | Marcatori |  |

| Arbitro: | Di Pasquale (Milano) |

|                       |           |  |
| Parodi 12’ Ghezzi 55’ | Marcatori |  |

| Arbitro: | Galletti (Firenze) |

|              |           |  |
| Gei 14’, 61’ | Marcatori |  |

| Arbitro: | Capitanio (Venezia) |

|                                       |           |  |
| Kaffenigg 29’ Subinaghi 68’, 75’, 83’ | Marcatori |  |

| Arbitro: | Carpani (Milano) |

|                               |           |                                   |
| Robotti 47’ Foglia 58’ (rig.) | Marcatori | 70’ Gianesello 82’ (rig.) Martini |

| Arbitro: | Balestrino (Imperia) |

|                                          |           |                                    |
| Ghezzi 26’ Cerutti 38’ Foglia 52’ (rig.) | Marcatori | 55’ Di Prisco 88’ (aut.) Petermann |

### Terzo turno eliminatorio
| Arbitro: | Carpani (Milano) |

|                              |           |            |
| Palumbo 40’, 53’ Ziletti 82’ | Marcatori | 32’ Ghezzi |

## Statistiche

### Statistiche di squadra
| Competizione | Punti | In casa | In casa | In casa | In casa | In casa | In casa | In trasferta | In trasferta | In trasferta | In trasferta | In trasferta | In trasferta | Totale | Totale | Totale | Totale | Totale | Totale | DR |
| Competizione | Punti | G       | V       | N       | P       | Gf      | Gs      | G            | V            | N            | P            | Gf           | Gs           | G      | V      | N      | P      | Gf     | Gs     | DR |
| ------------ | ----- | ------- | ------- | ------- | ------- | ------- | ------- | ------------ | ------------ | ------------ | ------------ | ------------ | ------------ | ------ | ------ | ------ | ------ | ------ | ------ | -- |
| Serie B      | 35    | 17      | 7       | 7       | 3       | 35      | 22      | 17           | 5            | 4            | 8            | 23           | 32           | 17     | 12     | 11     | 11     | 58     | 54     | +4 |
| Coppa Italia |       | -       | -       | -       | -       | -       | -       | 1            | 0            | 0            | 1            | 1            | 3            | 1      | 0      | 0      | 1      | 1      | 3      | -2 |

### Statistiche dei giocatori
| Giocatore      | Serie B  | Serie B | Coppa Italia | Coppa Italia | Totale   | Totale |
| Giocatore      | Presenze | Reti    | Presenze     | Reti         | Presenze | Reti   |
| -------------- | -------- | ------- | ------------ | ------------ | -------- | ------ |
| A. Accatino    | 10       | 0       | ?            | 0            | 10+      | 0      |
| G. Bigando     | 29       | 0       | ?            | 0            | 29+      | 0      |
| R. Bonicelli   | 2        | 0       | ?            | 0            | 2+       | 0      |
| A. Bulgheri    | 10       | -17     | ?            | ?            | 10+      | -17+   |
| L. Caligaris   | 22       | 0       | ?            | 0            | 22+      | 0      |
| G. Carassa     | 3        | 0       | ?            | 0            | 3+       | 0      |
| P. Cavasonza   | 3        | 0       | ?            | 0            | 3+       | 0      |
| R. Celant      | 16       | 2       | ?            | 0            | 16+      | 2      |
| E. Cerutti     | 24       | 6       | ?            | 0            | 24+      | 6      |
| A. Fibbi       | 15       | 7       | ?            | 0            | 15+      | 7      |
| M. Foglia      | 29       | 10      | ?            | 0            | 29+      | 10     |
| R. Ghezzi      | 20       | 12      | 1            | 1            | 21       | 13     |
| G. Giuberti    | 21       | 0       | ?            | 0            | 21+      | 0      |
| A. Lopresti    | 3        | 0       | ?            | 0            | 3+       | 0      |
| P. Parodi      | 25       | 4       | ?            | 0            | 25+      | 4      |
| F. Petermann   | 25       | 1       | ?            | 0            | 25+      | 1      |
| M. Piacentini  | 1        | 0       | ?            | 0            | 1+       | 0      |
| P. Pietrasanta | 9        | 0       | ?            | 0            | 9+       | 0      |
| M. Pietruzzi   | 5        | 2       | ?            | 0            | 5+       | 2      |
| M. Pochettini  | 8        | 0       | ?            | 0            | 8+       | 0      |
| S. Rampini     | 16       | 8       | ?            | 0            | 16+      | 8      |
| L. Robotti     | 25       | 0       | ?            | 0            | 25+      | 0      |
| S. Roggero     | 24       | -37     | ?            | ?            | 24+      | -37+   |
| A. Rosso       | 4        | 0       | ?            | 0            | 4+       | 0      |
| F. Torriani    | 1        | 0       | ?            | 0            | 1+       | 0      |
| L. Vitto       | 4        | 0       | ?            | 0            | 4+       | 0      |
| A. Zaio        | 1        | 0       | ?            | 0            | 1+       | 0      |